# جائزة فينيون
جائزة فينيون (Prix Fénéon)، أنشأت عام 1949، تمنح سنويا للكتاب باللغة الفرنسية و الفنانين التشكيليين. أنشأت من طرف فاني فينيون، أرملة الناقد الفني الفرنسي فيليكس فينيون. تركت عائدات بيع مجموعته الفنية لجامعة باريس.

## روابط خارجية
Le Prix « Félix Fénéon », Sorbonne.fr